# Auguste Lebras
Pour les articles homonymes, voir Lebras.
Auguste Lebras, né le 30 janvier 1811 à Lorient et mort le 17 février 1832 à Paris, est un poète et auteur dramatique français.

## Biographie
Il se suicide au 58, rue de Bondi, avec Victor Escousse, le 17 février 1832, par asphyxie, après l'échec de leur drame Raymond créé le 23 janvier au théâtre de la Gaîté. Ce suicide fait grand bruit dans la presse d'autant plus qu'Escousse avait laissé un message l'annonçant.
Béranger, ami des deux auteurs, compose alors la chanson Le Suicide. Dans La Mode  : « Escousse et Lebras sont morts victimes, comme bien des jeunes gens, du désenchantement de leur époque. Ils sont morts parce qu'ils n'ont rien trouvé à faire dans ce monde, au milieu de cette société, telle que les quarante dernières années nous l'ont faite... ». Alfred de Musset évoque aussi ce suicide dans Rolla et Alfred de Vigny semble s'en inspirer pour écrire Chatterton.

## Œuvres
- Les Trois Règnes, poème, suivi de Un mot à Béranger, 1829
- Raymond, ou l'Héritage du naufragé, drame en trois actes, avec Escousse, 1832
- Georges ou le Criminel par amour, drame en trois actes, avec Frédéric Gaillardet, Alexandre-Marie Maréchalle, posth., 1833